# Anette Granstedt
Anette Granstedt, född Nilsson den 24 januari 1968, är en svensk orienterare som blev världsmästarinna i stafett 1993, tog VM-silver i stafett 1995 samt VM-brons i stafett 1999. Hon blev nordisk mästarinna i stafett 1990 och 1992 samt på kortdistans 1995 och 2001 med ytterligare två NM-silver och fyra NM-brons på meritlistan. Granstedt blev svensk mästarinna i nattorientering 1991, 1992, 1994 och 1997, på långdistans 1994 och 1996 samt i stafett 1995 och 2002.